# Kenneth II.
Kenneth II. Bratoubojica (škot. Coinneach mac Mhaoil Chaluim) (?, 932. - Fettercairn, 995.), kralj Albe, ujedinjenog kraljevstva Pikta i Škota, od 971. godine do smrti.
Bio je sin kralja Malcolma I. (943. – 954.) i brat kralja Dubha (962. – 967.). Prijestolje je nasljedio tek 971. godine, nakon što su Briti iz Srathclydea ubili kralja Culena, ali vlast nije učvrstio sve dok nije 977. godine ubio rivala Amlaíba, Culenova brata.
Njegovo ime spominje se 973. godine, među kraljevima koji su priznali vrhovništvo engleskog kralja Edgara I. (959. – 975.), nakon čega je od njega dobio Lothian, zemlju između rijeka Tweed i Forth, što je prvi spomen da se ime rijeke Tweed spominje kao granica između Engleske i Škotske.
Ubijen je 995. godine u uroti, a naslijedio ga je rođak, Konstantin III., Culenov sin.